# Dabheog

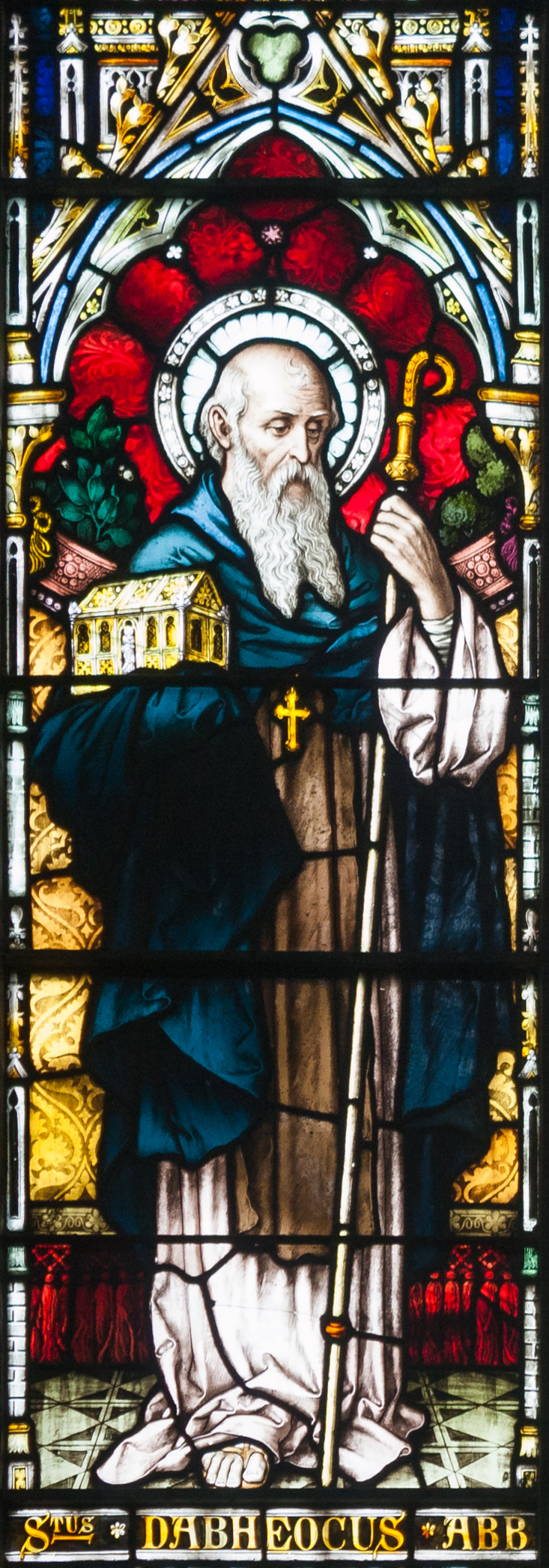
Dabheog in einer Glasmalerei der Mayer’schen Hofkunstanstalt in der Kathedrale von Monaghan.

Dabheog [daˈvʲoːg] lebte im 5. Jahrhundert und wird als ein irischer Heiliger verehrt. Sein Gedenktag in der katholischen Kirche ist der 16. Dezember. Alternative Festtage umfassen den 1. Januar und 24. Juli.

## Biographie
Biographische Daten des Heiligen sind vage, jedoch deuten regionale Aufzeichnungen darauf hin, dass er Gründer und Abt eines Klosters auf einer Insel im Lough Derg (irisch Loch Dearg; im heutigen County Donegal an der Grenze zum County Fermanagh) im 5. Jahrhundert war. Er soll walisischer Herkunft gewesen sein. Laut einigen Quellen werden jedoch zwei verschiedene Heilige namens Dabheog unterschieden, ein Dabheog der Ältere als Klostergründer im 5. Jahrhundert und ein Dabheog der Jüngere im frühen 7. Jahrhundert, der als eigentlicher Lokalpatron gilt.
Dabheog gilt als ein Schüler des heiligen Patrick. Er war verantwortlich für das Purgatorium des heiligen Patrick auf einer Insel im Lough Derg.

## Name
Der eigentliche Name des Heiligen war wohl Beoc. Der altirischen Sitte gemäß wurden die Namen vieler Geistlicher als Zeichen der Zuneigung mit den Possessivpronomen mo („mein“) oder do („dein“) verbunden, so dass die Namensformen Mobeoc/Mobheoc/Mobheóg bzw. Dabeoc/Dabheoc/Dobheóg entstanden. Er ist auch unter dem Namen Beoaidh bekannt. Anglisierte Formen des Namens sind Davoc und Davog. Latinisiert wurde der Name als Dabeocus, Abeogus, Boet(i)us oder Beanus.

## Verehrung

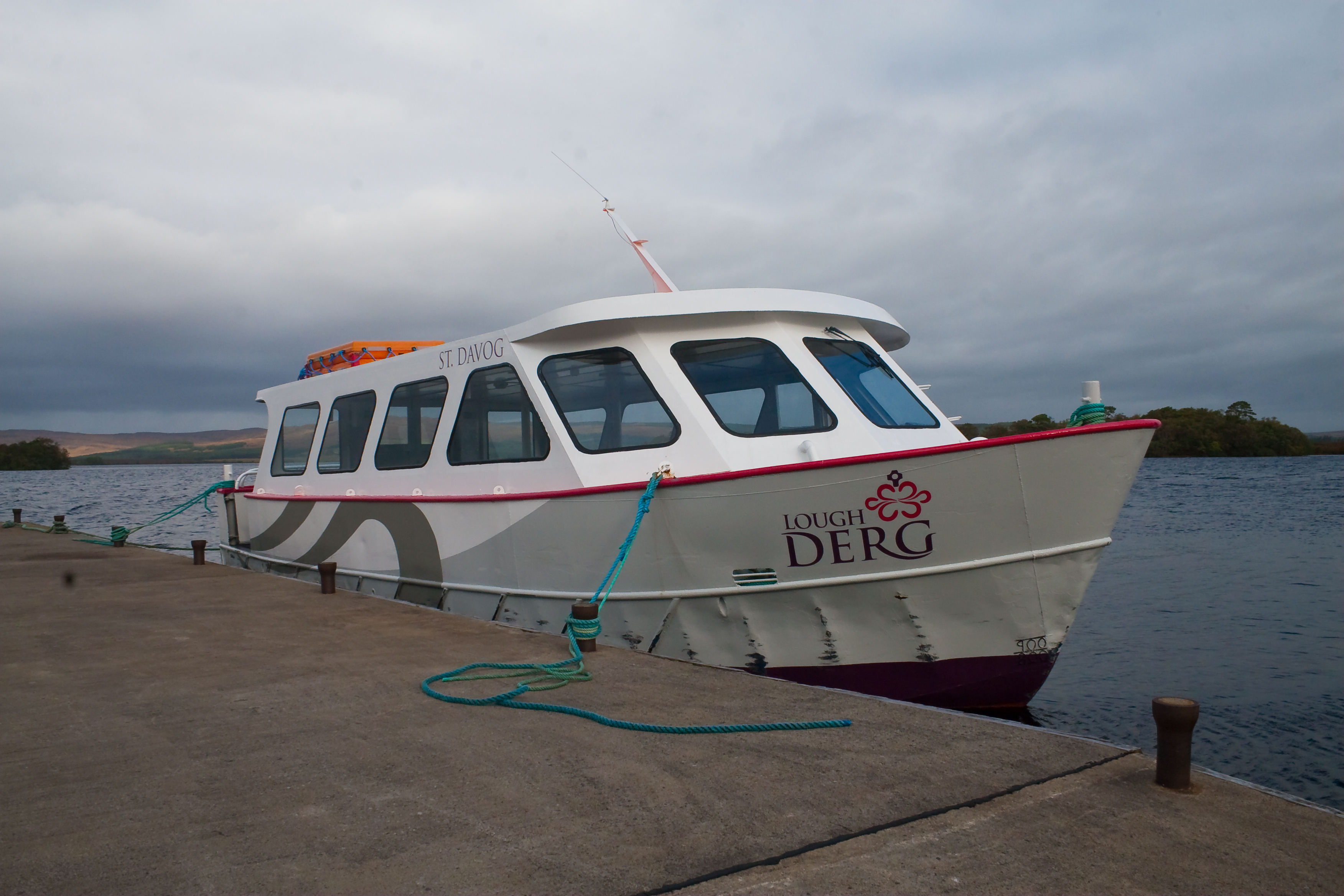
Boot Davog am Lough Derg

Er gilt als Schutzheiliger des Lough Derg. Viele der heutigen Wallfahrts-Rituale am Lough Derg sind auf die Verehrung des heiligen Dabheog ausgerichtet: die Meditation an einem der Büßerbetten (Reste von Bienenkorbhütten), welches nach ihm benannt ist, eine Wanderung zu einer nahegelegenen vorchristlichen Grabstelle aus der Bronzezeit auf einem Berg, der als Seedavoc Mountain (Suí Dabheoig, „Sitz des Dabheog“) bzw. als Davoc’s Chair (Cathaoir Dabheoig, Dabheogs Stuhl) bezeichnet wird. Eines der Boote, welches Pilger nach Station Island bringt, ist nach ihm benannt, ebenso ein Tal oberhalb des Lough Erne. In den Annalen der vier Meister und Annalen von Ulster ist ein Kirchenrefugium namens Tearmonn Dabheog (heute Tearmann Mhic Craith/Termon Magrath nach der Familie des Inhabers des Kirchenguts) auf einer Insel des Lough Derg erwähnt.
Die im Deutschen meist als Irische Heide bezeichnete Heidekrautpflanze Daboecia cantabrica ist nach ihm benannt.